# Демократична република Азербайджан
Демократична република Азербайджан (на азербайджански: Azərbaycan Xalq Cümhuriyyəti, آذربایجان جومهوریتی) е създадена на територията на днешен Азербайджан на 28 май 1918 година, по време на Първата световна война и е просъществувала до образуването на новата Азербайджанска съветска социалистическа република на 28 април 1920 година.